# Liste der Einträge im National Register of Historic Places im Smith County (Tennessee)
Diese Liste der Einträge im National Register of Historic Places im Smith County (Tennessee) enthält alle im Smith County, Tennessee in das National Register of Historic Places eingetragenen Gebäude, Bauwerke, Objekte, Stätten oder historischen Distrikte.
Diese Liste entspricht dem Bearbeitungsstand des National Park Service/National Register of Historic Places vom 4. Oktober 2024.

## Legende
| NRHP | Historic Place             |
| HD   | National Historic District |

## Aktuelle Einträge
| [ 2 ] | Name                                                      | Bild                             | Eintragsdatum                 | Lage                                                                                               | Ort               | Beschreibung |
| ----- | --------------------------------------------------------- | -------------------------------- | ----------------------------- | -------------------------------------------------------------------------------------------------- | ----------------- | ------------ |
| 1     | Battery Knob Earthworks                                   | Battery Knob Earthworks          | 14. Nov. 2003 ID-Nr. 03001158 | nördlich von Carthage 36° 16′ 5,2″ N, 85° 56′ 55″ W                                                | Carthage          |              |
| 2     | James Bradley House                                       | James Bradley House              | 18. Sep. 1978 ID-Nr. 78002637 | südöstlich von Dixon Springs, in der Nähe der Tennessee State Route 25 36° 20′ 36″ N, 86° 2′ 35″ W | Dixon Springs     |              |
| 3     | Carthage United Methodist Church                          | Carthage United Methodist Church | 5. Juli 1985 ID-Nr. 85001487  | 608 Main St N #1212 36° 15′ 19″ N, 85° 57′ 4″ W                                                    | Carthage          |              |
| 4     | Cullum Mansion                                            | Cullum Mansion                   | 4. Jan. 1983 ID-Nr. 83003068  | 202 Cullum Street 36° 15′ 19″ N, 85° 56′ 51″ W                                                     | Carthage          |              |
| 5     | Davis-Hull House                                          | Davis-Hull House                 | 4. Jan. 1983 ID-Nr. 83003069  | 1004 N. Main Street 36° 15′ 34,7″ N, 85° 57′ 5,9″ W                                                | Carthage          |              |
| 6     | Dixon Springs District                                    | Dixon Springs District           | 10. Feb. 1975 ID-Nr. 75001788 | nordöstlich vom Cumberland River 36° 21′ 32″ N, 86° 3′ 9″ W                                        | Dixon Springs     |              |
| 7     | Dixona                                                    | Dixona                           | 5. Juli 1973 ID-Nr. 73001832  | 1004 Dixon Springs Highway 36° 21′ 44″ N, 86° 3′ 34″ W                                             | Dixon Springs     |              |
| 8     | Fite-Williams-Ligon House                                 | Fite-Williams-Ligon House        | 17. Juli 2003 ID-Nr. 03000663 | 212 Fite Ave., W. 36° 15′ 15″ N, 85° 57′ 13″ W                                                     | Carthage          |              |
| 9     | Fortified Town at the Mouth of Dixon Creek-Beasley Mounds |                                  | 16. Juli 2010 ID-Nr. 10000465 | am Zusammenfluss von Dixon Creek und Cumberland River 36° 20′ 33″ N, 86° 4′ 36,8″ W                | Dixon Springs     |              |
| 10    | Cordell Hull Bridge                                       | weitere Bilder                   | 20. Nov. 2009 ID-Nr. 09000951 | Cordell Hull Bridge St. über den Cumberland River 36° 14′ 54,7″ N, 85° 57′ 17,1″ W                 | Carthage          |              |
| 11    | Moss Mounds                                               |                                  | 5. Juni 2015 ID-Nr. 15000332  | Adresse nicht veröffentlicht                                                                       | Elmwood, Siedlung |              |
| 12    | Rome Ferry                                                | Rome Ferry                       | 24. Dez. 1986 ID-Nr. 86003477 | U.S. Route 70 in Tennessee, am Cumberland River 36° 15′ 50″ N, 86° 4′ 15″ W                        | Rome              |              |
| 13    | Smith County Courthouse                                   | Smith County Courthouse          | 17. Apr. 1979 ID-Nr. 79002483 | Court Square 36° 15′ 5,9″ N, 85° 57′ 8,6″ W                                                        | Carthage          |              |